# 肋膜黏連術
肋膜黏連術（也称胸膜固定术）是一種針對多發性氣胸跟肋膜積液的治療。肋膜黏連術有兩種：化學肋膜黏連術和機械肋膜黏連術。化學肋膜黏連術是利用化學物質，來刺激炎症，達到修補肺膜的效果。用來進行化學肋膜黏連術的物質包括滑石、血液、四環素和博來黴素。機械肋膜黏連術不需要化學物，而是粗糙化胸壁，使肺部組織攻擊胸壁，使其結疤，來達到修補肺膜的效果。